# Alexis Peterson
Pour les articles homonymes, voir Peterson.
Alexis Peterson, née le 20 juin 1995 à Columbus (Ohio), est une joueuse américano-allemande de basket-ball, elle est internationale allemande depuis 2024.

## Biographie
Formée à l'Orange de Syracuse, elle s'y fait remarquer par ses qualités défensives et finit son année senior élue meilleure joueuse de la conférence avec 23,6 points, 7,2 passes décisives et 3,1 interceptions par match. Elle est draftée en 15e position par le Storm de Seattle et dispute la saison WNBA 2017 avec un bilan de modeste (2,1 points, 1,2 rebond, 0,8 passe décisive en 7,1 minutes en 17 matchs), ce qui fait qu'elle n'est pas conservée la saison suivante après la draft de Jordin Canada. Elle fait ses débuts à l'étranger en Israël avec Hapoel Petah Tikva.
Courtisée pendant deux mois par l'entraîneur David Gautier, elle signe durant l'été 2021 avec le club promu de LFB Angers qui enregistre plusieurs succès, avec Peterson comme leader. 
En juin 2023, après deux saisons du côté d'Angers, elle rejoint Basket Landes pour la saison 2023-2024. En mai 2023, elle dispute la première rencontre de pré-saison WNBA 2023 avec les Aces de Las Vegas, mais n'est pas conservée. Elle accomplit une saison réussie dans les Landes avec une moyenne e de 13,0 points, 3,2 rebonds en 27 rencontres de championnat (deuxième meileur cinq de la LFB) et 11,8 points, 2,7 rebonds et 3,9 passes décisives en Euroligue, avant de s'engager à l'été pour le club polonais de CCC Polkowice.
Approchée par la fédération allemande en juillet 2023 alors qu'elle figurait dans la sélection américaine de 3x3 (68 sélections), elle est naturalisée en mai 2024 ce qui lui permet de disputer les jeux olympiques de Paris avec la Mannschaft. L'Allemagne est battue en quarts de finale par la France.
Après une demi saison à Polkowice où elle ne prend part qu'à 3 matchs, elle s'engage pour le reste de la saison à Beşiktaş.
Le 16 mai 2025, elle s'engage avec Villeneuve d'Ascq. 

## Distinctions personnelles
- Deuxième cinq All-American – AP (2017)
- Meilleure joueuse de l'ACC (2017)
- Meilleur cinq de l'ACC (2016, 2017)
- Meilleur cinq défensif de l'ACC (2015, 2016, 2017)
- Cinq Majeur LFB : saison 2021-2022[14]
- First Pick All Star Starter Ligue Féminine de Basket : saison 2023-2024